# Корнелия Метела
Корнелия Метела (на латински: Cornelia Metella; * 1 век пр.н.е.; † 1 век пр.н.е. или г.) e дъщеря на Квинт Цецилий Метел Пий Сципион, осиновен от Квинт Цецилий Метел Пий. Истинското ѝ име е Цецилия Метела, но понеже баща ѝ произлиза от gens Корнелии, я наричат Корнелия Метела.
Плутарх я описва като красива жена с приятен характер, чела и свиреща на лира, също добре образована в геометрия и философия.
Корнелия е омъжена за Публий Лициний Крас Дивес, син на Марк Лициний Крас. След неговата смърт в похода на баща му срещу партите, тя става през 52 пр.н.е. петата съпруга на Гней Помпей Магнус. След загубата на съпруга ѝ през 48 пр.н.е. в битката при Фарсала, тя пътува със заварения си син Секст Помпей до Митилини, където го среща, за да избягат заедно в Египет, където го убиват. При пристигането си в Египет Юлий Цезар наказва убийците и предава на Корнелия пепелта и печатния пръстен на съпруга ѝ. Корнелия се връща в Рим и живее в именията на Помпей в Италия.
1. 1 2 3  Cornelia (417) //   Посетен на 10 юни 2021 г.
2. ↑  2347 //   Посетен на 10 юни 2021 г.
3. ↑  Cornelia (417) //   Посетен на 10 юни 2021 г.
4. ↑  4262 //   Посетен на 10 юни 2021 г.
5. ↑  2372 //   Посетен на 10 юни 2021 г.
6. ↑  1976 //   Посетен на 10 юни 2021 г.